# Cantó de Montpesat de Carcin
El cantó de Montpesat de Carcin és un cantó francès del departament de Tarn i Garona, situat al districte de Montalban. Té sis municipis i el cap és Montpesat de Carcin.

## Municipis
- Puèg la Ròca
- La Bastida de Pena
- La Pencha
- Montalzac
- Montfermièr
- Montpesat de Carcin

## Història
| Data d'elecció                           | Identitat      | Partit | Qualitat |
| ---------------------------------------- | -------------- | ------ | -------- |
| 1985-                                    | Raymond Massip | PRG    |          |
| les dades anteriors no són pas conegudes |                |        |          |
|                                          |                |        |          |